# Posłowie na Sejm Rzeczypospolitej Polskiej VI kadencji
Posłowie na Sejm Rzeczypospolitej Polskiej VI kadencji – posłowie wybrani podczas wyborów parlamentarnych, które odbyły się w dniu 21 października 2007.
Pierwsze posiedzenie odbyło się 5, 6, 14 i 15 listopada 2007, a ostatnie, 100. – 15 i 16 września 2011. Kadencja Sejmu trwała od 5 listopada 2007 do 7 listopada 2011.
Kluby i koła na pierwszym posiedzeniu Sejmu VI kadencji i stan na koniec kadencji.
| \| Ugrupowanie polityczne \| Ugrupowanie polityczne \| XI 2007 \| XI 2011 \| +/– \| \| ---------------------- \| ------------------------------- \| ------- \| ------- \| --- \| \| \| Platforma Obywatelska \| 209 \| 208 \| 1 \| \| \| Prawo i Sprawiedliwość \| 166 \| 146 \| 20 \| \| \| Lewica i Demokraci[a] \| 53 \| – \| 7 \| \| \| Sojusz Lewicy Demokratycznej[b] \| 53 \| 43 \| 7 \| \| \| Socjaldemokracja Polska[c] \| 53 \| 3 \| 7 \| \| \| Polskie Stronnictwo Ludowe \| 31 \| 31 \| \| \| \| Polska Jest Najważniejsza[d] \| – \| 15 \| – \| \| \| Posłowie niezrzeszeni[e] \| 1 \| 14 \| 13 \| \| Razem \| Razem \| 460 \| 460 \| 460 \| | Podział 460 mandatów: LiD: 53 PSL: 31 PO: 209 PiS: 166 Niezrz.: 1 |         |         |     |
| Ugrupowanie polityczne | Ugrupowanie polityczne                                            | XI 2007 | XI 2011 | +/– |
| | Platforma Obywatelska                                             | 209     | 208     | 1   |
| | Prawo i Sprawiedliwość                                            | 166     | 146     | 20  |
| | Lewica i Demokraci                                                | 53      | –       | 7   |
| | Sojusz Lewicy Demokratycznej                                      | 53      | 43      | 7   |
| | Socjaldemokracja Polska                                           | 53      | 3       | 7   |
| | Polskie Stronnictwo Ludowe                                        | 31      | 31      |     |
| | Polska Jest Najważniejsza                                         | –       | 15      | –   |
| | Posłowie niezrzeszeni                                             | 1       | 14      | 13  |
| Razem | Razem                                                             | 460     | 460     | 460 |

## Prezydium Sejmu VI kadencji
| Poseł                                                               | Poseł                | Funkcja             | Klub                              | Czas pełnienia funkcji | Czas pełnienia funkcji |
| Poseł                                                               | Poseł                | Funkcja             | Klub                              | Od                     | Do                     |
| ------------------------------------------------------------------- | -------------------- | ------------------- | --------------------------------- | ---------------------- | ---------------------- |
|                                                                     | Zbigniew Religa      | Marszałek senior    | KP Prawo i Sprawiedliwość         | 5 listopada 2007(dts)  | 5 listopada 2007(dts)  |
| Marszałek senior przewodniczy obradom Sejmu przed wyborem Prezydium |                      |                     |                                   |                        |                        |
|                                                                     | Bronisław Komorowski | Marszałek Sejmu     | KP Platforma Obywatelska          | 5 listopada 2007(dts)  | 8 lipca 2010(dts)      |
|                                                                     | Jarosław Kalinowski  | Wicemarszałek Sejmu | KP Polskiego Stronnictwa Ludowego | 6 listopada 2007(dts)  | 10 czerwca 2009(dts)   |
|                                                                     | Stefan Niesiołowski  | Wicemarszałek Sejmu | KP Platforma Obywatelska          | 6 listopada 2007(dts)  | 7 listopada 2011(dts)  |
|                                                                     | Krzysztof Putra      | Wicemarszałek Sejmu | KP Prawo i Sprawiedliwość         | 6 listopada 2007(dts)  | 10 kwietnia 2010(dts)  |
|                                                                     | Jerzy Szmajdziński   | Wicemarszałek Sejmu | KP Lewica                         | 6 listopada 2007(dts)  | 10 kwietnia 2010(dts)  |
|                                                                     | Ewa Kierzkowska      | Wicemarszałek Sejmu | KP Polskiego Stronnictwa Ludowego | 18 czerwca 2009(dts)   | 7 listopada 2011(dts)  |
|                                                                     | Grzegorz Schetyna    | Marszałek Sejmu     | KP Platforma Obywatelska          | 8 lipca 2010(dts)      | 7 listopada 2011(dts)  |
|                                                                     | Jerzy Wenderlich     | Wicemarszałek Sejmu | KP Sojusz Lewicy Demokratycznej   | 8 lipca 2010(dts)      | 7 listopada 2011(dts)  |
|                                                                     | Marek Kuchciński     | Wicemarszałek Sejmu | KP Prawo i Sprawiedliwość         | 4 sierpnia 2010(dts)   | 7 listopada 2011(dts)  |

## Przynależność klubowa

### Stan na koniec kadencji
Posłowie VI kadencji zrzeszeni byli w następujących klubach i kole:
- Klub Parlamentarny Platforma Obywatelska – 208 posłów, przewodniczący klubu Tomasz Tomczykiewicz[9],
- Klub Parlamentarny Prawo i Sprawiedliwość – 146 posłów, przewodniczący klubu Mariusz Błaszczak[9],
- Klub Poselski Sojusz Lewicy Demokratycznej – 43 posłów, przewodniczący klubu Grzegorz Napieralski[9],
- Klub Poselski Polskiego Stronnictwa Ludowego – 31 posłów, przewodniczący klubu Stanisław Żelichowski[9],
- Klub Parlamentarny Polska Jest Najważniejsza – 15 posłów, przewodniczący klubu Paweł Poncyljusz[9],
- Koło Poselskie Socjaldemokracji Polskiej – 3 posłów, przewodniczący koła Marek Borowski[9],
- Posłowie niezrzeszeni – 14 posłów[9].

Przedstawicieli w Sejmie także Kluby i Koła Poselskie Demokratyczne Koło Poselskie, Lewica, Polska XXI i Unia Prezydentów – Obywatele do Senatu.
| Klub Parlamentarny Platforma Obywatelska | Klub Parlamentarny Platforma Obywatelska | Klub Parlamentarny Platforma Obywatelska | Klub Parlamentarny Platforma Obywatelska |
| --- | --- | --- | --- |
| | | | |
| - Tadeusz Arkit - Bartosz Arłukowicz - Paweł Arndt - Urszula Augustyn - Tadeusz Aziewicz - Klaudiusz Balcerzak - Marek Biernacki - Andrzej Biernat - Bogdan Bojko - Jerzy Borowczak - Łukasz Borowiak - Krzysztof Brejza - Roman Brodniak - Jacek Brzezinka - Beata Bublewicz - Jerzy Budnik - Bożenna Bukiewicz - Andrzej Buła - Renata Butryn - Stanisław Chmielewski - Janusz Cichoń - Leszek Cieślik - Piotr Cieśliński - Barbara Czaplicka - Czesław Czechyra - Andrzej Czerwiński - Andrzej Czuma - Alicja Dąbrowska - Ewa Drozd - Mirosław Drzewiecki - Artur Dunin - Zenon Durka - Janusz Dzięcioł - Waldy Dzikowski - Joanna Fabisiak - Jerzy Fedorowicz - Arkady Fiedler - Krzysztof Gadowski - Andrzej Gałażewski - Stanisław Gawłowski - Magdalena Gąsior-Marek - Łukasz Gibała - Artur Gierada - Tomasz Głogowski - John Godson - Jarosław Gowin - Cezary Grabarczyk - Aleksander Grad - Mariusz Grad - Paweł Graś - Rafał Grupiński - Andrzej Gut-Mostowy | - Iwona Guzowska - Andrzej Halicki - Agnieszka Hanajczyk - Stanisław Huskowski - Tadeusz Jarmuziewicz - Michał Jaros - Leszek Jastrzębski - Roman Kaczor - Andrzej Kania - Grzegorz Karpiński - Włodzimierz Karpiński - Jarosław Katulski - Jan Kaźmierczak - Małgorzata Kidawa-Błońska - Wiesław Kilian - Józef Klim - Joanna Kluzik-Rostkowska - Krystyna Kłosin - Magdalena Kochan - Zbigniew Konwiński - Ewa Kopacz - Domicela Kopaczewska - Tadeusz Kopeć - Leszek Korzeniowski - Roman Kosecki - Jacek Kozaczyński - Jerzy Kozdroń - Agnieszka Kozłowska-Rajewicz - Mirosław Koźlakiewicz - Robert Kropiwnicki - Adam Krupa - Jacek Krupa - Marek Krząkała - Jan Kulas - Tomasz Kulesza - Jan Kuriata - Stanisław Lamczyk - Tomasz Lenz - Izabela Leszczyna - Jan Filip Libicki - Dariusz Lipiński - Arkadiusz Litwiński - Beata Małecka-Libera - Michał Marcinkiewicz - Katarzyna Matusik-Lipiec - Antoni Mężydło - Konstanty Miodowicz - Aldona Młyńczak - Czesław Mroczek - Izabela Mrzygłocka - Joanna Mucha - Jan Musiał | - Tadeusz Naguszewski - Sławomir Neumann - Stefan Niesiołowski - Tomasz Nowak - Mirosława Nykiel - Marzena Okła-Drewnowicz - Janina Okrągły - Alicja Olechowska - Danuta Olejniczak - Paweł Olszewski - Piotr Ołowski - Paweł Orłowski - Andrzej Orzechowski - Maciej Orzechowski - Konstanty Oświęcimski - Zbigniew Pacelt - Witold Pahl - Tadeusz Patalita - Sławomir Piechota - Elżbieta Pierzchała - Danuta Pietraszewska - Jarosław Pięta - Teresa Piotrowska - Grzegorz Pisalski - Julia Pitera - Agnieszka Pomaska - Kazimierz Plocke - Marek Plura - Mirosław Pluta - Sławomir Preiss - Norbert Raba - Damian Raczkowski - Elżbieta Radziszewska - Grzegorz Raniewicz - Ireneusz Raś - Leszek Redzimski - Tadeusz Ross - Grzegorz Roszak - Halina Rozpondek - Jakub Rutnicki - Beata Rusinowska - Dorota Rutkowska - Sławomir Rybicki - Zbigniew Rynasiewicz - Andrzej Ryszka - Marek Rząsa - Jan Rzymełka - Wojciech Saługa - Grzegorz Schetyna - Mirosław Sekuła - Henryk Siedlaczek - Radosław Sikorski | - Witold Sitarz - Krystyna Skowrońska - Bożena Sławiak - Andrzej Smirnow - Tomasz Smolarz - Wojciech Sokołowski - Lidia Staroń - Jarosław Stolarczyk - Michał Stuligrosz - Wiesław Suchowiejko - Paweł Suski - Miron Sycz - Michał Szczerba - Adam Szejnfeld - Grzegorz Sztolcman - Jakub Szulc - Krystyna Szumilas - Bożena Szydłowska - Iwona Śledzińska-Katarasińska - Anna Śliwińska - Piotr Tomański - Irena Tomaszak-Zesiuk - Jacek Tomczak - Cezary Tomczyk - Tomasz Tomczykiewicz - Donald Tusk - Łukasz Tusk - Krzysztof Tyszkiewicz - Robert Tyszkiewicz - Cezary Urban - Piotr van der Coghen - Piotr Waśko - Monika Wielichowska - Wojciech Wilk - Radosław Witkowski - Jarosław Wojciechowski - Norbert Wojnarowski - Marek Wojtkowski - Ewa Wolak - Marek Wójcik - Adam Wykręt - Jacek Zacharewicz - Jadwiga Zakrzewska - Renata Zaremba - Ryszard Zawadzki - Bogdan Zdrojewski - Marek Zieliński - Wojciech Ziemniak - Jerzy Ziętek - Jacek Żalek - Stanisław Żmijan - Adam Żyliński |
| Klub Parlamentarny Prawo i Sprawiedliwość | | | |
| | | | |
| - Adam Abramowicz - Andrzej Adamczyk - Waldemar Andzel - Iwona Arent - Marek Ast - Zbigniew Babalski - Piotr Babinetz - Barbara Bartuś - Dariusz Bąk - Andrzej Bętkowski - Mariusz Błaszczak - Antoni Błądek - Jacek Bogucki - Joachim Brudziński - Jan Bury - Aleksander Chłopek - Zbigniew Chmielowiec - Daniela Chrapkiewicz - Witold Czarnecki - Arkadiusz Czartoryski - Edward Czesak - Andrzej Ćwierz - Andrzej Dera - Zbigniew Dolata - Marzenna Drab - Jan Dziedziczak - Jacek Falfus - Zbigniew Girzyński - Szymon Giżyński - Mieczysław Golba - Kazimierz Gołojuch - Jerzy Gosiewski - Artur Górski - Tomasz Górski - Krystyna Grabicka - Kazimierz Gwiazdowski - Czesław Hoc | - Adam Hofman - Dawid Jackiewicz - Jarosław Jagiełło - Wiesław Janczyk - Grzegorz Janik - Wojciech Jasiński - Andrzej Jaworski - Krzysztof Jurgiel - Dariusz Kaczanowski - Jarosław Kaczyński - Mariusz Kamiński - Karol Karski - Beata Kempa - Izabela Kloc - Sławomir Kłosowski - Lech Kołakowski - Robert Kołakowski - Wojciech Kossakowski - Henryk Kowalczyk - Bogusław Kowalski - Zbigniew Kozak - Maks Kraczkowski - Leonard Krasulski - Elżbieta Kruk - Marek Kuchciński - Marek Kwitek - Tomasz Latos - Krzysztof Lipiec - Adam Lipiński - Marek Łatas - Marzena Machałek - Krzysztof Maciejewski - Antoni Macierewicz - Ewa Malik - Barbara Marianowska - Gabriela Masłowska - Mirosława Masłowska | - Jerzy Materna - Marek Matuszewski - Kazimierz Matuszny - Beata Mazurek - Krzysztof Michałkiewicz - Henryk Młynarczyk - Kazimierz Moskal - Arkadiusz Mularczyk - Maria Nowak - Halina Olendzka - Marek Opioła - Jacek Osuch - Stanisław Ożóg - Andrzej Pająk - Anna Paluch - Bolesław Piecha - Stanisław Pięta - Jerzy Polaczek - Marek Polak - Piotr Polak - Krzysztof Popiołek - Elżbieta Rafalska - Jerzy Rębek - Adam Rogacki - Józef Rojek - Nelli Rokita-Arnold - Monika Ryniak - Jarosław Rusiecki - Małgorzata Sadurska - Dariusz Seliga - Jarosław Sellin - Kazimierz Smoliński - Edward Siarka - Anna Sikora - Anna Sobecka - Krzysztof Sońta - Lech Sprawka | - Piotr Stanke - Jarosław Stawiarski - Stefan Strzałkowski - Marek Suski - Wojciech Szarama - Jolanta Szczypińska - Andrzej Szlachta - Stanisław Szwed - Beata Szydło - Jan Szyszko - Adam Śnieżek - Krzysztof Tchórzewski - Robert Telus - Ryszard Terlecki - Grzegorz Tobiszowski - Krzysztof Tołwiński - Kazimierz Ujazdowski - Teresa Wargocka - Jan Warzecha - Waldemar Wiązowski - Jadwiga Wiśniewska - Tadeusz Wita - Elżbieta Witek - Michał Wojtkiewicz - Sławomir Worach - Tadeusz Woźniak - Waldemar Wrona - Marzena Wróbel - Anna Zalewska - Wojciech Zarzycki - Sławomir Zawiślak - Łukasz Zbonikowski - Jarosław Zieliński - Maria Zuba - Jarosław Żaczek |
| Klub Poselski Sojusz Lewicy Demokratycznej | | | |
| | | | |
| - Romuald Ajchler - Leszek Aleksandrzak - Marek Balicki - Anna Bańkowska - Anita Błochowiak - Eugeniusz Czykwin - Tomasz Garbowski - Henryk Gołębiewski - Tadeusz Iwiński - Zdzisława Janowska - Ryszard Kalisz | - Tomasz Kamiński - Jacek Kasprzyk - Witold Klepacz - Jan Kochanowski - Sławomir Kopyciński - Bożena Kotkowska - Jacek Kowalik - Janusz Krasoń - Zbigniew Kruszewski - Krystyna Łybacka - Wacław Martyniuk | - Zbigniew Matuszczak - Jarosław Matwiejuk - Henryk Milcarz - Tadeusz Motowidło - Grzegorz Napieralski - Artur Ostrowski - Sylwester Pawłowski - Wojciech Pomajda - Stanisława Prządka - Stanisław Rydzoń - Stanisław Stec | - Elżbieta Streker-Dembińska - Wiesław Szczepański - Tadeusz Tomaszewski - Jerzy Wenderlich - Jan Widacki - Marek Wikiński - Bogusław Wontor - Stanisław Wziątek - Elżbieta Zakrzewska - Ryszard Zbrzyzny |
| Klub Poselski Polskiego Stronnictwa Ludowego | | | |
| | | | |
| - Krzysztof Borkowski - Jan Bury - Bronisław Dutka - Eugeniusz Grzeszczak - Stanisław Kalemba - Jan Kamiński - Mieczysław Kasprzak - Ewa Kierzkowska | - Eugeniusz Kłopotek - Adam Krzyśków - Jan Łopata - Mieczysław Łuczak - Mirosław Maliszewski - Stanisław Olas - Andrzej Pałys - Mirosław Pawlak | - Waldemar Pawlak - Janusz Piechociński - Józef Racki - Stanisław Rakoczy - Wiesław Rygiel - Marek Sawicki - Tadeusz Sławecki - Aleksander Sopliński | - Marian Starownik - Franciszek Stefaniuk - Andrzej Sztorc - Piotr Walkowski - Stanisław Witaszczyk - Józef Zych - Stanisław Żelichowski |
| Klub Parlamentarny Polska Jest Najważniejsza | | | |
| | | | |
| - Lena Dąbkowska-Cichocka - Tomasz Dudziński - Adam Gawęda - Kazimierz Hajda | - Elżbieta Jakubiak - Lucjan Karasiewicz - Wojciech Mojzesowicz - Jan Ołdakowski | - Zbysław Owczarski - Jacek Pilch - Paweł Poncyljusz - Jan Religa | - Andrzej Sośnierz - Andrzej Walkowiak - Zbigniew Wojciechowski |
| Koło Poselskie Socjaldemokracji Polskiej | | | |
| | | | |
| - Marek Borowski | - Grażyna Ciemniak | - Izabella Sierakowska | |
| Posłowie niezrzeszeni | | | |
| | | | |
| - Cezary Atamańczuk - Andrzej Celiński - Zbigniew Chlebowski - Piotr Cybulski | - Ludwik Dorn - Marian Filar - Ryszard Galla - Witold Gintowt-Dziewałtowski | - Krzysztof Grzegorek - Longin Komołowski - Kazimierz Kutz - Bogdan Lis | - Władysław Szkop - Robert Węgrzyn |

### Posłowie, których mandat wygasł w trakcie lub przed rozpoczęciem kadencji (60 posłów)
| Poseł                   | Poseł                    | Data wygaśnięcia mandatu                                     | Przyczyna                                                     | Następca               |
| ----------------------- | ------------------------ | ------------------------------------------------------------ | ------------------------------------------------------------- | ---------------------- |
|                         | Andrzej Łoś              | 10 listopada 2007(dts)                                       | niezłożenie oświadczenia o rezygnacji z zajmowanych stanowisk | Roman Kaczor           |
|                         | Adam Struzik             | 10 listopada 2007(dts)                                       | niezłożenie oświadczenia o rezygnacji z zajmowanych stanowisk | Aleksander Sopliński   |
|                         | Zyta Gilowska            | 14 stycznia 2008(dts)                                        | zrzeczenie się mandatu                                        | Jan Libicki            |
| Stanisław Zając         | 22 czerwca 2008(dts)     | wybór na senatora                                            | Adam Śnieżek                                                  |                        |
| Aleksander Szczygło     | 15 stycznia 2009(dts)    | zrzeczenie się mandatu                                       | Wojciech Kossakowski                                          |                        |
| Zbigniew Religa         | 8 marca 2009(dts)        | śmierć                                                       | Tadeusz Wita                                                  |                        |
| Tadeusz Cymański        | 10 czerwca 2009(dts)     | wybór na posła do Parlamentu Europejskiego                   | Andrzej Jaworski                                              |                        |
|                         | Andrzej Grzyb            | wybór na posła do Parlamentu Europejskiego                   | 10 czerwca 2009(dts)                                          | Piotr Walkowski        |
|                         | Jolanta Hibner           | wybór na posła do Parlamentu Europejskiego                   | 10 czerwca 2009(dts)                                          | Leszek Jastrzębski     |
| Danuta Jazłowiecka      | 10 czerwca 2009(dts)     | wybór na posła do Parlamentu Europejskiego                   | Janina Okrągły                                                |                        |
|                         | Jarosław Kalinowski      | wybór na posła do Parlamentu Europejskiego                   | 10 czerwca 2009(dts)                                          | Krzysztof Borkowski    |
|                         | Paweł Kowal              | wybór na posła do Parlamentu Europejskiego                   | 10 czerwca 2009(dts)                                          | Kazimierz Hajda        |
| Jacek Kurski            | 10 czerwca 2009(dts)     | wybór na posła do Parlamentu Europejskiego                   | Daniela Chrapkiewicz                                          |                        |
|                         | Krzysztof Lisek          | wybór na posła do Parlamentu Europejskiego                   | 10 czerwca 2009(dts)                                          | Piotr Cieśliński       |
| Elżbieta Łukacijewska   | 10 czerwca 2009(dts)     | wybór na posła do Parlamentu Europejskiego                   | Marek Rząsa                                                   |                        |
| Sławomir Nitras         | 10 czerwca 2009(dts)     | wybór na posła do Parlamentu Europejskiego                   | Cezary Atamańczuk                                             |                        |
|                         | Wojciech Olejniczak      | wybór na posła do Parlamentu Europejskiego                   | 10 czerwca 2009(dts)                                          | Sylwester Pawłowski    |
| Joanna Senyszyn         | 10 czerwca 2009(dts)     | wybór na posła do Parlamentu Europejskiego                   | Władysław Szkop                                               |                        |
|                         | Joanna Skrzydlewska      | wybór na posła do Parlamentu Europejskiego                   | 10 czerwca 2009(dts)                                          | Jarosław Stolarczyk    |
| Jarosław Wałęsa         | 10 czerwca 2009(dts)     | wybór na posła do Parlamentu Europejskiego                   | Agnieszka Pomaska                                             |                        |
|                         | Paweł Zalewski           | wybór na posła do Parlamentu Europejskiego                   | 10 czerwca 2009(dts)                                          | Wojciech Zarzycki      |
|                         | Janusz Zemke             | wybór na posła do Parlamentu Europejskiego                   | 10 czerwca 2009(dts)                                          | Grażyna Ciemniak       |
|                         | Zbigniew Ziobro          | wybór na posła do Parlamentu Europejskiego                   | 10 czerwca 2009(dts)                                          | Zbysław Owczarski      |
| Marian Goliński         | 11 czerwca 2009(dts)     | śmierć                                                       | Stefan Strzałkowski                                           |                        |
| Piotr Krzywicki         | 9 grudnia 2009(dts)      | śmierć                                                       | Sławomir Worach                                               |                        |
|                         | Anna Zielińska-Głębocka  | 9 lutego 2010(dts)                                           | powołanie na członka Rady Polityki Pieniężnej                 | Piotr Ołowski          |
|                         | Leszek Deptuła           | 10 kwietnia 2010(dts)                                        | śmierć                                                        | Wiesław Rygiel         |
|                         | Grzegorz Dolniak         | 10 kwietnia 2010(dts)                                        | śmierć                                                        | Anna Śliwińska         |
|                         | Grażyna Gęsicka          | 10 kwietnia 2010(dts)                                        | śmierć                                                        | Jan Warzecha           |
| Przemysław Gosiewski    | 10 kwietnia 2010(dts)    | Bartłomiej Dorywalski                                        | śmierć                                                        |                        |
|                         | Izabela Jaruga-Nowacka   | 10 kwietnia 2010(dts)                                        | śmierć                                                        | Jacek Kowalik          |
|                         | Sebastian Karpiniuk      | 10 kwietnia 2010(dts)                                        | śmierć                                                        | Wiesław Suchowiejko    |
|                         | Aleksandra Natalli-Świat | 10 kwietnia 2010(dts)                                        | śmierć                                                        | Wiesław Kilian         |
| Maciej Płażyński        | 10 kwietnia 2010(dts)    | Kazimierz Smoliński                                          | śmierć                                                        |                        |
| Krzysztof Putra         | 10 kwietnia 2010(dts)    | Krzysztof Tołwiński                                          | śmierć                                                        |                        |
|                         | Arkadiusz Rybicki        | 10 kwietnia 2010(dts)                                        | śmierć                                                        | Paweł Orłowski         |
|                         | Jerzy Szmajdziński       | 10 kwietnia 2010(dts)                                        | śmierć                                                        | Elżbieta Zakrzewska    |
| Jolanta Szymanek-Deresz | 10 kwietnia 2010(dts)    | Zbigniew Kruszewski                                          | śmierć                                                        |                        |
|                         | Zbigniew Wassermann      | 10 kwietnia 2010(dts)                                        | śmierć                                                        | Monika Ryniak          |
|                         | Wiesław Woda             | 10 kwietnia 2010(dts)                                        | śmierć                                                        | Andrzej Sztorc         |
| Edward Wojtas           | 10 kwietnia 2010(dts)    | Marian Starownik                                             | śmierć                                                        |                        |
|                         | Bronisław Komorowski     | 8 lipca 2010(dts)                                            | zrzeczenie się mandatu                                        | Barbara Czaplicka      |
| Sławomir Nowak          | 29 września 2010(dts)    | powołanie na sekretarza stanu w Kancelarii Prezydenta RP     | Jerzy Borowczak                                               |                        |
|                         | Bartłomiej Dorywalski    | 29 listopada 2010(dts)                                       | wybór na Burmistrza Gminy Włoszczowa                          | Halina Olendzka        |
|                         | Witold Namyślak          | 29 listopada 2010(dts)                                       | wybór na Burmistrza Miasta Lęborka                            | Leszek Redzimski       |
| Janusz Mikulicz         | 30 listopada 2010(dts)   | wybór na radnego Sejmiku Województwa Dolnośląskiego          | Robert Kropiwnicki                                            |                        |
| Marek Cebula            | 7 grudnia 2010(dts)      | wybór na Burmistrza Gminy Krosno Odrzańskie                  | Klaudiusz Balcerzak                                           |                        |
| Zdzisław Czucha         | 7 grudnia 2010(dts)      | wybór na Burmistrza Miasta Kościerzyny                       | Krystyna Kłosin                                               |                        |
| Witold Kochan           | 7 grudnia 2010(dts)      | wybór na Burmistrza Miasta Gorlic                            | Tadeusz Patalita                                              |                        |
| Włodzimierz Kula        | 7 grudnia 2010(dts)      | wybór na radnego Sejmiku Województwa Łódzkiego               | Dorota Rutkowska                                              |                        |
|                         | Krzysztof Matyjaszczyk   | 7 grudnia 2010(dts)                                          | wybór na Prezydenta Miasta Częstochowy                        | Jacek Kasprzyk         |
|                         | Andrzej Nowakowski       | 7 grudnia 2010(dts)                                          | wybór na Prezydenta Miasta Płocka                             | Beata Rusinowska       |
| Jarosław Urbaniak       | 7 grudnia 2010(dts)      | wybór na Prezydenta Miasta Ostrowa Wielkopolskiego           | Łukasz Borowiak                                               |                        |
| Marcin Zawiła           | 7 grudnia 2010(dts)      | wybór na Prezydenta Miasta Jeleniej Góry                     | Wojciech Sokołowski                                           |                        |
| Hanna Zdanowska         | 7 grudnia 2010(dts)      | wybór na Prezydenta Miasta Łodzi                             | John Godson                                                   |                        |
|                         | Wojciech Żukowski        | 7 grudnia 2010(dts)                                          | wybór na Burmistrza Miasta Tomaszowa Lubelskiego              | Henryk Młynarczyk      |
|                         | Aleksander Skorupa       | 28 grudnia 2010(dts)                                         | powołanie na Wojewodę Dolnośląskiego                          | Jarosław Wojciechowski |
| Janusz Palikot          | 10 stycznia 2011(dts)    | zrzeczenie się mandatu                                       | Zbigniew Wojciechowski                                        |                        |
| Jan Tomaka              | 2 kwietnia 2011(dts)     | zrzeczenie się mandatu                                       | Mirosław Pluta                                                |                        |
| Janusz Chwierut         | 11 lipca 2011(dts)       | powołanie na pełniącego funkcję Prezydenta Miasta Oświęcimia | Andrzej Pająk                                                 |                        |

## Lista według okręgów wyborczych
| Województwo dolnośląskie        | | | | |                                                                                                   |                                                                                                   |                                                                                                   |                                                                                                   |                                                                                                   |                                                                                                   |
| Nr                              | Posłowie wybrani z list poszczególnych komitetów wyborczych (w nawiasach liczba zdobytych głosów) | Posłowie wybrani z list poszczególnych komitetów wyborczych (w nawiasach liczba zdobytych głosów) | Posłowie wybrani z list poszczególnych komitetów wyborczych (w nawiasach liczba zdobytych głosów)    | Posłowie wybrani z list poszczególnych komitetów wyborczych (w nawiasach liczba zdobytych głosów)                                                                    | Posłowie wybrani z list poszczególnych komitetów wyborczych (w nawiasach liczba zdobytych głosów) | Posłowie wybrani z list poszczególnych komitetów wyborczych (w nawiasach liczba zdobytych głosów) | Posłowie wybrani z list poszczególnych komitetów wyborczych (w nawiasach liczba zdobytych głosów) | Posłowie wybrani z list poszczególnych komitetów wyborczych (w nawiasach liczba zdobytych głosów) | Posłowie wybrani z list poszczególnych komitetów wyborczych (w nawiasach liczba zdobytych głosów) | Posłowie wybrani z list poszczególnych komitetów wyborczych (w nawiasach liczba zdobytych głosów) |
| 1                               | | Platforma Obywatelska RP Grzegorz Schetyna (54 345) Ewa Drozd (19 908) Norbert Wojnarowski (15 439) Roman Brodniak (10 191) Robert Kropiwnicki (8115) Wojciech Sokołowski (3818) | | Prawo i Sprawiedliwość Adam Lipiński (32 303) Piotr Cybulski (11 835) Marzena Machałek (11 109) Elżbieta Witek (9666)                                                |                                                                                                   | KKW Lewica i Demokraci SLD+SDPL+PD+UP Ryszard Zbrzyzny (11 049) Elżbieta Zakrzewska (3467)        |                                                                                                   |                                                                                                   |                                                                                                   |                                                                                                   |
| 2                               | Platforma Obywatelska RP Zbigniew Chlebowski (56 533) Izabela Mrzygłocka (18 523) Jakub Szulc (12 310) Tomasz Smolarz (8208) Monika Wielichowska (5877)                                                                                      | Prawo i Sprawiedliwość Waldemar Wiązowski (20 911) Anna Zalewska (10 584) | KKW Lewica i Demokraci SLD+SDPL+PD+UP Henryk Gołębiewski (10 664)                                    | |                                                                                                   |                                                                                                   |                                                                                                   |                                                                                                   |                                                                                                   |                                                                                                   |
| 3                               | Platforma Obywatelska RP Bogdan Zdrojewski (213 883) Sławomir Piechota (13 345) Stanisław Huskowski (9584) Ewa Wolak (7686) Aldona Młyńczak (5420) Michał Jaros (4740) Norbert Raba (4306) Roman Kaczor (3175) Jarosław Wojciechowski (2455) | Prawo i Sprawiedliwość Kazimierz Ujazdowski (73 416) Dawid Jackiewicz (14 653) Beata Kempa (10 228) Wiesław Kilian (5210) | KKW Lewica i Demokraci SLD+SDPL+PD+UP Janusz Krasoń (21 490)                                         | |                                                                                                   |                                                                                                   |                                                                                                   |                                                                                                   |                                                                                                   |                                                                                                   |
| Województwo kujawsko-pomorskie  | | | | |                                                                                                   |                                                                                                   |                                                                                                   |                                                                                                   |                                                                                                   |                                                                                                   |
| Nr                              | Posłowie wybrani z list poszczególnych komitetów wyborczych (w nawiasach liczba zdobytych głosów) | Posłowie wybrani z list poszczególnych komitetów wyborczych (w nawiasach liczba zdobytych głosów) | Posłowie wybrani z list poszczególnych komitetów wyborczych (w nawiasach liczba zdobytych głosów)    | Posłowie wybrani z list poszczególnych komitetów wyborczych (w nawiasach liczba zdobytych głosów)                                                                    | Posłowie wybrani z list poszczególnych komitetów wyborczych (w nawiasach liczba zdobytych głosów) | Posłowie wybrani z list poszczególnych komitetów wyborczych (w nawiasach liczba zdobytych głosów) | Posłowie wybrani z list poszczególnych komitetów wyborczych (w nawiasach liczba zdobytych głosów) | Posłowie wybrani z list poszczególnych komitetów wyborczych (w nawiasach liczba zdobytych głosów) | Posłowie wybrani z list poszczególnych komitetów wyborczych (w nawiasach liczba zdobytych głosów) | Posłowie wybrani z list poszczególnych komitetów wyborczych (w nawiasach liczba zdobytych głosów) |
| 4                               | | Platforma Obywatelska RP Radosław Sikorski (117 291) Teresa Piotrowska (12 558) Paweł Olszewski (8633) Jarosław Katulski (7514) Krzysztof Brejza (6441) Grzegorz Roszak (6217) | | Prawo i Sprawiedliwość Wojciech Mojzesowicz (37 634) Tomasz Latos (17 751) Andrzej Walkowiak (8127)                                                                  |                                                                                                   | KKW Lewica i Demokraci SLD+SDPL+PD+UP Anna Bańkowska (7227) Grażyna Ciemniak (3997)               |                                                                                                   | Polskie Stronnictwo Ludowe Eugeniusz Kłopotek (12 975)                                            |                                                                                                   |                                                                                                   |
| 5                               | Platforma Obywatelska RP Antoni Mężydło (42 052) Tomasz Lenz (34 545) Janusz Dzięcioł (19 807) Domicela Kopaczewska (18 320) Marek Wojtkowski (5353) Grzegorz Karpiński (5054)                                                               | Prawo i Sprawiedliwość Łukasz Zbonikowski (28 830) Zbigniew Girzyński (22 159) Anna Sobecka (15 180) Marzenna Drab (7396) | KKW Lewica i Demokraci SLD+SDPL+PD+UP Marian Filar (21 892) Jerzy Wenderlich (11 825)                | Polskie Stronnictwo Ludowe Ewa Kierzkowska (7561) |                                                                                                   |                                                                                                   |                                                                                                   |                                                                                                   |                                                                                                   |                                                                                                   |
| Województwo lubelskie           | | | | |                                                                                                   |                                                                                                   |                                                                                                   |                                                                                                   |                                                                                                   |                                                                                                   |
| Nr                              | Posłowie wybrani z list poszczególnych komitetów wyborczych (w nawiasach liczba zdobytych głosów) | Posłowie wybrani z list poszczególnych komitetów wyborczych (w nawiasach liczba zdobytych głosów) | Posłowie wybrani z list poszczególnych komitetów wyborczych (w nawiasach liczba zdobytych głosów)    | Posłowie wybrani z list poszczególnych komitetów wyborczych (w nawiasach liczba zdobytych głosów)                                                                    | Posłowie wybrani z list poszczególnych komitetów wyborczych (w nawiasach liczba zdobytych głosów) | Posłowie wybrani z list poszczególnych komitetów wyborczych (w nawiasach liczba zdobytych głosów) | Posłowie wybrani z list poszczególnych komitetów wyborczych (w nawiasach liczba zdobytych głosów) | Posłowie wybrani z list poszczególnych komitetów wyborczych (w nawiasach liczba zdobytych głosów) | Posłowie wybrani z list poszczególnych komitetów wyborczych (w nawiasach liczba zdobytych głosów) | Posłowie wybrani z list poszczególnych komitetów wyborczych (w nawiasach liczba zdobytych głosów) |
| 6                               | | Prawo i Sprawiedliwość Elżbieta Kruk (53 474) Małgorzata Sadurska (21 420) Gabriela Masłowska (18 743) Jarosław Żaczek (15 040) Jarosław Stawiarski (11 949) Lech Sprawka (11 929) Krzysztof Michałkiewicz (11 250)                                                                                 | | Platforma Obywatelska RP Joanna Mucha (21 028) Włodzimierz Karpiński (16 873) Magdalena Gąsior-Marek (16 114) Wojciech Wilk (9079) Zbigniew Wojciechowski (6893)     |                                                                                                   | Polskie Stronnictwo Ludowe Jan Łopata (9128) Marian Starownik (4998)                              |                                                                                                   | KKW Lewica i Demokraci SLD+SDPL+PD+UP Izabella Sierakowska (24 870)                               |                                                                                                   |                                                                                                   |
| 7                               | Prawo i Sprawiedliwość Tomasz Dudziński (21 692) Sławomir Zawiślak (16 064) Beata Mazurek (15 821) Adam Abramowicz (11 970) Jerzy Rębek (7243) Henryk Młynarczyk (6975)                                                                      | Platforma Obywatelska RP Stanisław Żmijan (17 606) Grzegorz Raniewicz (9912) Mariusz Grad (9766) | Polskie Stronnictwo Ludowe Franciszek Stefaniuk (13 271) Tadeusz Sławecki (6590)                     | KKW Lewica i Demokraci SLD+SDPL+PD+UP Zbigniew Matuszczak (10 351)                                                                                                   |                                                                                                   |                                                                                                   |                                                                                                   |                                                                                                   |                                                                                                   |                                                                                                   |
| Województwo lubuskie            | | | | |                                                                                                   |                                                                                                   |                                                                                                   |                                                                                                   |                                                                                                   |                                                                                                   |
| Nr                              | Posłowie wybrani z list poszczególnych komitetów wyborczych (w nawiasach liczba zdobytych głosów) | Posłowie wybrani z list poszczególnych komitetów wyborczych (w nawiasach liczba zdobytych głosów) | Posłowie wybrani z list poszczególnych komitetów wyborczych (w nawiasach liczba zdobytych głosów)    | Posłowie wybrani z list poszczególnych komitetów wyborczych (w nawiasach liczba zdobytych głosów)                                                                    | Posłowie wybrani z list poszczególnych komitetów wyborczych (w nawiasach liczba zdobytych głosów) | Posłowie wybrani z list poszczególnych komitetów wyborczych (w nawiasach liczba zdobytych głosów) | Posłowie wybrani z list poszczególnych komitetów wyborczych (w nawiasach liczba zdobytych głosów) | Posłowie wybrani z list poszczególnych komitetów wyborczych (w nawiasach liczba zdobytych głosów) | Posłowie wybrani z list poszczególnych komitetów wyborczych (w nawiasach liczba zdobytych głosów) | Posłowie wybrani z list poszczególnych komitetów wyborczych (w nawiasach liczba zdobytych głosów) |
| 8                               | | Platforma Obywatelska RP Stefan Niesiołowski (69 385) Bożenna Bukiewicz (28 420) Witold Pahl (14 135) Bogdan Bojko (12 205) Bożena Sławiak (8942) Klaudiusz Balcerzak (5337) | | Prawo i Sprawiedliwość Marek Ast (21 184) Elżbieta Rafalska (16 922) Jerzy Materna (14 597)                                                                          |                                                                                                   | KKW Lewica i Demokraci SLD+SDPL+PD+UP Jan Kochanowski (17 824) Bogusław Wontor (11 658)           |                                                                                                   | Polskie Stronnictwo Ludowe Józef Zych (18 631)                                                    |                                                                                                   |                                                                                                   |
| Województwo łódzkie             | | | | |                                                                                                   |                                                                                                   |                                                                                                   |                                                                                                   |                                                                                                   |                                                                                                   |
| Nr                              | Posłowie wybrani z list poszczególnych komitetów wyborczych (w nawiasach liczba zdobytych głosów) | Posłowie wybrani z list poszczególnych komitetów wyborczych (w nawiasach liczba zdobytych głosów) | Posłowie wybrani z list poszczególnych komitetów wyborczych (w nawiasach liczba zdobytych głosów)    | Posłowie wybrani z list poszczególnych komitetów wyborczych (w nawiasach liczba zdobytych głosów)                                                                    | Posłowie wybrani z list poszczególnych komitetów wyborczych (w nawiasach liczba zdobytych głosów) | Posłowie wybrani z list poszczególnych komitetów wyborczych (w nawiasach liczba zdobytych głosów) | Posłowie wybrani z list poszczególnych komitetów wyborczych (w nawiasach liczba zdobytych głosów) | Posłowie wybrani z list poszczególnych komitetów wyborczych (w nawiasach liczba zdobytych głosów) | Posłowie wybrani z list poszczególnych komitetów wyborczych (w nawiasach liczba zdobytych głosów) | Posłowie wybrani z list poszczególnych komitetów wyborczych (w nawiasach liczba zdobytych głosów) |
| 9                               | | Platforma Obywatelska RP Cezary Grabarczyk (44 610) Mirosław Drzewiecki (44 404) Iwona Śledzińska-Katarasińska (28 516) Jarosław Stolarczyk (4379) John Godson (3807) | | Prawo i Sprawiedliwość Joanna Kluzik-Rostkowska (41 171) Jarosław Jagiełło (24 428) Sławomir Worach (4345)                                                           |                                                                                                   | KKW Lewica i Demokraci SLD+SDPL+PD+UP Zdzisława Janowska (5430) Sylwester Pawłowski (3596)        |                                                                                                   |                                                                                                   |                                                                                                   |                                                                                                   |
| 10                              | | Prawo i Sprawiedliwość Antoni Macierewicz (40 055) Dariusz Seliga (14 393) Krzysztof Maciejewski (10 837) Robert Telus (8748) | | Platforma Obywatelska RP Elżbieta Radziszewska (33 480) Jacek Zacharewicz (9579) Dorota Rutkowska (9137)                                                             |                                                                                                   | Polskie Stronnictwo Ludowe Stanisław Witaszczyk (8570)                                            |                                                                                                   | KKW Lewica i Demokraci SLD+SDPL+PD+UP Artur Ostrowski (13 112)                                    |                                                                                                   |                                                                                                   |
| 11                              | Prawo i Sprawiedliwość Tadeusz Woźniak (13 904) Marek Matuszewski (12 777) Krystyna Grabicka (9988) Piotr Polak (6747) Wojciech Zarzycki (6672)                                                                                              | Platforma Obywatelska RP Andrzej Biernat (36 278) Agnieszka Hanajczyk (15 050) Cezary Tomczyk (8169) Artur Dunin (7868) | Polskie Stronnictwo Ludowe Mieczysław Łuczak (9176) Stanisław Olas (8314)                            | KKW Lewica i Demokraci SLD+SDPL+PD+UP Anita Błochowiak (22 698) |                                                                                                   |                                                                                                   |                                                                                                   |                                                                                                   |                                                                                                   |                                                                                                   |
| Województwo małopolskie         | | | | |                                                                                                   |                                                                                                   |                                                                                                   |                                                                                                   |                                                                                                   |                                                                                                   |
| Nr                              | Posłowie wybrani z list poszczególnych komitetów wyborczych (w nawiasach liczba zdobytych głosów) | Posłowie wybrani z list poszczególnych komitetów wyborczych (w nawiasach liczba zdobytych głosów) | Posłowie wybrani z list poszczególnych komitetów wyborczych (w nawiasach liczba zdobytych głosów)    | Posłowie wybrani z list poszczególnych komitetów wyborczych (w nawiasach liczba zdobytych głosów)                                                                    | Posłowie wybrani z list poszczególnych komitetów wyborczych (w nawiasach liczba zdobytych głosów) | Posłowie wybrani z list poszczególnych komitetów wyborczych (w nawiasach liczba zdobytych głosów) | Posłowie wybrani z list poszczególnych komitetów wyborczych (w nawiasach liczba zdobytych głosów) | Posłowie wybrani z list poszczególnych komitetów wyborczych (w nawiasach liczba zdobytych głosów) | Posłowie wybrani z list poszczególnych komitetów wyborczych (w nawiasach liczba zdobytych głosów) | Posłowie wybrani z list poszczególnych komitetów wyborczych (w nawiasach liczba zdobytych głosów) |
| 12                              | | Prawo i Sprawiedliwość Beata Szydło (20 486) Marek Łatas (16 169) Marek Polak (12 549) Kazimierz Hajda (5245) | | Platforma Obywatelska RP Paweł Graś (35 779) Tadeusz Arkit (9836) Andrzej Pająk (7683)                                                                               |                                                                                                   | KKW Lewica i Demokraci SLD+SDPL+PD+UP Stanisław Rydzoń (11 110)                                   |                                                                                                   |                                                                                                   |                                                                                                   |                                                                                                   |
| 13                              | | Platforma Obywatelska RP Jarosław Gowin (160 465) Ireneusz Raś (15 808) Jerzy Fedorowicz (15 649) Katarzyna Matusik-Lipiec (15 130) Łukasz Gibała (11 413) Jacek Krupa (7293) Andrzej Ryszka (7292)                                                                                                 | | Prawo i Sprawiedliwość Ryszard Terlecki (4246) Andrzej Adamczyk (3421) Jacek Osuch (2458) Zbysław Owczarski (1614) Monika Ryniak (1494)                              | KKW Lewica i Demokraci SLD+SDPL+PD+UP Jan Widacki (24 963)                                        |                                                                                                   |                                                                                                   |                                                                                                   |                                                                                                   |                                                                                                   |
| 14                              | | Prawo i Sprawiedliwość Arkadiusz Mularczyk (47 929) Edward Siarka (15 697) Anna Paluch (14 972) Barbara Bartuś (10 856) Wiesław Janczyk (10 696) | | Platforma Obywatelska RP Andrzej Czerwiński (24 708) Andrzej Gut-Mostowy (16 009) Tadeusz Patalita (6968)                                                            |                                                                                                   | Polskie Stronnictwo Ludowe Bronisław Dutka (8764)                                                 |                                                                                                   |                                                                                                   |                                                                                                   |                                                                                                   |
| 15                              | Prawo i Sprawiedliwość Barbara Marianowska (21 654) Edward Czesak (17 944) Michał Wojtkiewicz (13 396) Józef Rojek (11 901) Jacek Pilch (11 736)                                                                                             | Platforma Obywatelska RP Aleksander Grad (29 842) Urszula Augustyn (10 480) Jan Musiał (7705) | Polskie Stronnictwo Ludowe Andrzej Sztorc (3484)                                                     | |                                                                                                   |                                                                                                   |                                                                                                   |                                                                                                   |                                                                                                   |                                                                                                   |
| Województwo mazowieckie         | | | | |                                                                                                   |                                                                                                   |                                                                                                   |                                                                                                   |                                                                                                   |                                                                                                   |
| Nr                              | Posłowie wybrani z list poszczególnych komitetów wyborczych (w nawiasach liczba zdobytych głosów) | Posłowie wybrani z list poszczególnych komitetów wyborczych (w nawiasach liczba zdobytych głosów) | Posłowie wybrani z list poszczególnych komitetów wyborczych (w nawiasach liczba zdobytych głosów)    | Posłowie wybrani z list poszczególnych komitetów wyborczych (w nawiasach liczba zdobytych głosów)                                                                    | Posłowie wybrani z list poszczególnych komitetów wyborczych (w nawiasach liczba zdobytych głosów) | Posłowie wybrani z list poszczególnych komitetów wyborczych (w nawiasach liczba zdobytych głosów) | Posłowie wybrani z list poszczególnych komitetów wyborczych (w nawiasach liczba zdobytych głosów) | Posłowie wybrani z list poszczególnych komitetów wyborczych (w nawiasach liczba zdobytych głosów) | Posłowie wybrani z list poszczególnych komitetów wyborczych (w nawiasach liczba zdobytych głosów) | Posłowie wybrani z list poszczególnych komitetów wyborczych (w nawiasach liczba zdobytych głosów) |
| 16                              | | Prawo i Sprawiedliwość Wojciech Jasiński (30 702) Marek Opioła (14 709) Robert Kołakowski (9213) Dariusz Kaczanowski (6205) | | Platforma Obywatelska RP Julia Pitera (42 669) Mirosław Koźlakiewicz (10 770) Beata Rusinowska (6915)                                                                |                                                                                                   | Polskie Stronnictwo Ludowe Waldemar Pawlak (24 638) Aleksander Sopliński (3399)                   |                                                                                                   | KKW Lewica i Demokraci SLD+SDPL+PD+UP Zbigniew Kruszewski (3198)                                  |                                                                                                   |                                                                                                   |
| 17                              | Prawo i Sprawiedliwość Marek Suski (29 497) Dariusz Bąk (16 012) Marzena Wróbel (13 159) Krzysztof Sońta (10 013) | Platforma Obywatelska RP Ewa Kopacz (39 155) Radosław Witkowski (8229) Czesław Czechyra (6871) | Polskie Stronnictwo Ludowe Mirosław Maliszewski (11 614)                                             | KKW Lewica i Demokraci SLD+SDPL+PD+UP Marek Wikiński (12 297) |                                                                                                   |                                                                                                   |                                                                                                   |                                                                                                   |                                                                                                   |                                                                                                   |
| 18                              | Prawo i Sprawiedliwość Elżbieta Jakubiak (33 509) Krzysztof Tchórzewski (22 413) Arkadiusz Czartoryski (22 030) Henryk Kowalczyk (13 600) Bogusław Kowalski (7259) Teresa Wargocka (6787)                                                    | Platforma Obywatelska RP Czesław Mroczek (33 207) Andrzej Kania (10 554) Jacek Kozaczyński (8989) | Polskie Stronnictwo Ludowe Marek Sawicki (10 995) Krzysztof Borkowski (7565)                         | KKW Lewica i Demokraci SLD+SDPL+PD+UP Stanisława Prządka (12 099) |                                                                                                   |                                                                                                   |                                                                                                   |                                                                                                   |                                                                                                   |                                                                                                   |
| 19                              | | Platforma Obywatelska RP Donald Tusk (534 241) Małgorzata Kidawa-Błońska (13 057) Joanna Fabisiak (7552) Roman Kosecki (6847) Andrzej Czuma (4344) Andrzej Halicki (3369) Krzysztof Tyszkiewicz (3330) Alicja Dąbrowska (2885) Tadeusz Ross (2712) Michał Szczerba (2372) Leszek Jastrzębski (2367) | | Prawo i Sprawiedliwość Jarosław Kaczyński (273 684) Nelli Rokita-Arnold (6367) Paweł Poncyljusz (4647) Karol Karski (3524) Jan Ołdakowski (3106) Artur Górski (3070) |                                                                                                   | KKW Lewica i Demokraci SLD+SDPL+PD+UP Marek Borowski (75 493) Ryszard Kalisz (37 623)             |                                                                                                   |                                                                                                   |                                                                                                   |                                                                                                   |
| 20                              | Platforma Obywatelska RP Andrzej Smirnow (10 546) Zenon Durka (7761) Jadwiga Zakrzewska (7593) Alicja Olechowska (6461) Barbara Czaplicka (5763)                                                                                             | Prawo i Sprawiedliwość Ludwik Dorn (81 696) Jan Szyszko (15 623) Mariusz Błaszczak (10 061) Anna Sikora (9264) | | Polskie Stronnictwo Ludowe Janusz Piechociński (13 259) |                                                                                                   | KKW Lewica i Demokraci SLD+SDPL+PD+UP Marek Balicki (19 034)                                      |                                                                                                   |                                                                                                   |                                                                                                   |                                                                                                   |
| Województwo opolskie            | | | | |                                                                                                   |                                                                                                   |                                                                                                   |                                                                                                   |                                                                                                   |                                                                                                   |
| Nr                              | Posłowie wybrani z list poszczególnych komitetów wyborczych (w nawiasach liczba zdobytych głosów) | Posłowie wybrani z list poszczególnych komitetów wyborczych (w nawiasach liczba zdobytych głosów) | Posłowie wybrani z list poszczególnych komitetów wyborczych (w nawiasach liczba zdobytych głosów)    | Posłowie wybrani z list poszczególnych komitetów wyborczych (w nawiasach liczba zdobytych głosów)                                                                    | Posłowie wybrani z list poszczególnych komitetów wyborczych (w nawiasach liczba zdobytych głosów) | Posłowie wybrani z list poszczególnych komitetów wyborczych (w nawiasach liczba zdobytych głosów) | Posłowie wybrani z list poszczególnych komitetów wyborczych (w nawiasach liczba zdobytych głosów) | Posłowie wybrani z list poszczególnych komitetów wyborczych (w nawiasach liczba zdobytych głosów) | Posłowie wybrani z list poszczególnych komitetów wyborczych (w nawiasach liczba zdobytych głosów) | Posłowie wybrani z list poszczególnych komitetów wyborczych (w nawiasach liczba zdobytych głosów) |
| 21                              | | Platforma Obywatelska RP Leszek Korzeniowski (35 912) Łukasz Tusk (20 931) Tadeusz Jarmuziewicz (18 447) Robert Węgrzyn (10 132) Adam Krupa (8122) Andrzej Buła (6301) Janina Okrągły (5176) | | Prawo i Sprawiedliwość Lena Dąbkowska-Cichocka (18 394) Sławomir Kłosowski (13 357) Jan Religa (9093)                                                                |                                                                                                   | KKW Lewica i Demokraci SLD+SDPL+PD+UP Tomasz Garbowski (13 651)                                   |                                                                                                   | KWW Mniejszość Niemiecka Ryszard Galla (8193)                                                     |                                                                                                   | Polskie Stronnictwo Ludowe Stanisław Rakoczy (7146)                                               |
| Województwo podkarpackie        | | | | |                                                                                                   |                                                                                                   |                                                                                                   |                                                                                                   |                                                                                                   |                                                                                                   |
| Nr                              | Posłowie wybrani z list poszczególnych komitetów wyborczych (w nawiasach liczba zdobytych głosów) | Posłowie wybrani z list poszczególnych komitetów wyborczych (w nawiasach liczba zdobytych głosów) | Posłowie wybrani z list poszczególnych komitetów wyborczych (w nawiasach liczba zdobytych głosów)    | Posłowie wybrani z list poszczególnych komitetów wyborczych (w nawiasach liczba zdobytych głosów)                                                                    | Posłowie wybrani z list poszczególnych komitetów wyborczych (w nawiasach liczba zdobytych głosów) | Posłowie wybrani z list poszczególnych komitetów wyborczych (w nawiasach liczba zdobytych głosów) | Posłowie wybrani z list poszczególnych komitetów wyborczych (w nawiasach liczba zdobytych głosów) | Posłowie wybrani z list poszczególnych komitetów wyborczych (w nawiasach liczba zdobytych głosów) | Posłowie wybrani z list poszczególnych komitetów wyborczych (w nawiasach liczba zdobytych głosów) | Posłowie wybrani z list poszczególnych komitetów wyborczych (w nawiasach liczba zdobytych głosów) |
| 22                              | | Prawo i Sprawiedliwość Marek Kuchciński (35 060) Mieczysław Golba (12 044) Piotr Babinetz (8403) Andrzej Ćwierz (6903) Jan Bury (6652) Adam Śnieżek (6058) | | Platforma Obywatelska RP Piotr Tomański (11 578) Tomasz Kulesza (9296) Marek Rząsa (8050)                                                                            |                                                                                                   | Polskie Stronnictwo Ludowe Mieczysław Kasprzak (10 331)                                           |                                                                                                   | KKW Lewica i Demokraci SLD+SDPL+PD+UP Wojciech Pomajda (11 015)                                   |                                                                                                   |                                                                                                   |
| 23                              | Prawo i Sprawiedliwość Stanisław Ożóg (38 687) Kazimierz Moskal (21 612) Zbigniew Chmielowiec (17 243) Andrzej Szlachta (16 319) Krzysztof Popiołek (13 467) Kazimierz Gołojuch (12 781) Antoni Błądek (10 642) Jan Warzecha (10 002)        | Platforma Obywatelska RP Krystyna Skowrońska (33 557) Zbigniew Rynasiewicz (28 690) Renata Butryn (10 940) Mirosław Pluta (9342) | Polskie Stronnictwo Ludowe Jan Bury (21 426) Wiesław Rygiel (4389)                                   | KKW Lewica i Demokraci SLD+SDPL+PD+UP Tomasz Kamiński (15 200) |                                                                                                   |                                                                                                   |                                                                                                   |                                                                                                   |                                                                                                   |                                                                                                   |
| Województwo podlaskie           | | | | |                                                                                                   |                                                                                                   |                                                                                                   |                                                                                                   |                                                                                                   |                                                                                                   |
| Nr                              | Posłowie wybrani z list poszczególnych komitetów wyborczych (w nawiasach liczba zdobytych głosów) | Posłowie wybrani z list poszczególnych komitetów wyborczych (w nawiasach liczba zdobytych głosów) | Posłowie wybrani z list poszczególnych komitetów wyborczych (w nawiasach liczba zdobytych głosów)    | Posłowie wybrani z list poszczególnych komitetów wyborczych (w nawiasach liczba zdobytych głosów)                                                                    | Posłowie wybrani z list poszczególnych komitetów wyborczych (w nawiasach liczba zdobytych głosów) | Posłowie wybrani z list poszczególnych komitetów wyborczych (w nawiasach liczba zdobytych głosów) | Posłowie wybrani z list poszczególnych komitetów wyborczych (w nawiasach liczba zdobytych głosów) | Posłowie wybrani z list poszczególnych komitetów wyborczych (w nawiasach liczba zdobytych głosów) | Posłowie wybrani z list poszczególnych komitetów wyborczych (w nawiasach liczba zdobytych głosów) | Posłowie wybrani z list poszczególnych komitetów wyborczych (w nawiasach liczba zdobytych głosów) |
| 24                              | | Prawo i Sprawiedliwość Krzysztof Jurgiel (28 212) Jarosław Zieliński (21 830) Jacek Bogucki (13 236) Mariusz Kamiński (11 823) Lech Kołakowski (10 457) Kazimierz Gwiazdowski (7545) Krzysztof Tołwiński (5854)                                                                                     | | Platforma Obywatelska RP Robert Tyszkiewicz (30 971) Damian Raczkowski (15 762) Józef Klim (9938) Leszek Cieślik (9564) Jacek Żalek (9560)                           |                                                                                                   | KKW Lewica i Demokraci SLD+SDPL+PD+UP Jarosław Matwiejuk (20 770) Eugeniusz Czykwin (14 234)      |                                                                                                   | Polskie Stronnictwo Ludowe Jan Kamiński (11 798)                                                  |                                                                                                   |                                                                                                   |
| Województwo pomorskie           | | | | |                                                                                                   |                                                                                                   |                                                                                                   |                                                                                                   |                                                                                                   |                                                                                                   |
| Nr                              | Posłowie wybrani z list poszczególnych komitetów wyborczych (w nawiasach liczba zdobytych głosów) | Posłowie wybrani z list poszczególnych komitetów wyborczych (w nawiasach liczba zdobytych głosów) | Posłowie wybrani z list poszczególnych komitetów wyborczych (w nawiasach liczba zdobytych głosów)    | Posłowie wybrani z list poszczególnych komitetów wyborczych (w nawiasach liczba zdobytych głosów)                                                                    | Posłowie wybrani z list poszczególnych komitetów wyborczych (w nawiasach liczba zdobytych głosów) | Posłowie wybrani z list poszczególnych komitetów wyborczych (w nawiasach liczba zdobytych głosów) | Posłowie wybrani z list poszczególnych komitetów wyborczych (w nawiasach liczba zdobytych głosów) | Posłowie wybrani z list poszczególnych komitetów wyborczych (w nawiasach liczba zdobytych głosów) | Posłowie wybrani z list poszczególnych komitetów wyborczych (w nawiasach liczba zdobytych głosów) | Posłowie wybrani z list poszczególnych komitetów wyborczych (w nawiasach liczba zdobytych głosów) |
| 25                              | | Platforma Obywatelska RP Sławomir Neumann (11 742) Jerzy Kozdroń (10 671) Jan Kulas (9607) Iwona Guzowska (9534) Agnieszka Pomaska (9495) Piotr Ołowski (8177) Paweł Orłowski (5807) Jerzy Borowczak (5738)                                                                                         | | Prawo i Sprawiedliwość Daniela Chrapkiewicz (4889) Andrzej Jaworski (3868) Kazimierz Smoliński (2776)                                                                |                                                                                                   | KKW Lewica i Demokraci SLD+SDPL+PD+UP Bogdan Lis (12 468)                                         |                                                                                                   |                                                                                                   |                                                                                                   |                                                                                                   |
| 26                              | Platforma Obywatelska RP Marek Biernacki (84 157) Zbigniew Konwiński (19 553) Tadeusz Aziewicz (17 275) Kazimierz Plocke (15 763) Jerzy Budnik (12 893) Stanisław Lamczyk (10 155) Leszek Redzimski (7701) Krystyna Kłosin (7250)            | Prawo i Sprawiedliwość Jolanta Szczypińska (47 996) Jarosław Sellin (18 167) Zbigniew Kozak (9608) Piotr Stanke (8824) | KKW Lewica i Demokraci SLD+SDPL+PD+UP Władysław Szkop (4415) Jacek Kowalik (1740)                    | |                                                                                                   |                                                                                                   |                                                                                                   |                                                                                                   |                                                                                                   |                                                                                                   |
| Województwo śląskie             | | | | |                                                                                                   |                                                                                                   |                                                                                                   |                                                                                                   |                                                                                                   |                                                                                                   |
| Nr                              | Posłowie wybrani z list poszczególnych komitetów wyborczych (w nawiasach liczba zdobytych głosów) | Posłowie wybrani z list poszczególnych komitetów wyborczych (w nawiasach liczba zdobytych głosów) | Posłowie wybrani z list poszczególnych komitetów wyborczych (w nawiasach liczba zdobytych głosów)    | Posłowie wybrani z list poszczególnych komitetów wyborczych (w nawiasach liczba zdobytych głosów)                                                                    | Posłowie wybrani z list poszczególnych komitetów wyborczych (w nawiasach liczba zdobytych głosów) | Posłowie wybrani z list poszczególnych komitetów wyborczych (w nawiasach liczba zdobytych głosów) | Posłowie wybrani z list poszczególnych komitetów wyborczych (w nawiasach liczba zdobytych głosów) | Posłowie wybrani z list poszczególnych komitetów wyborczych (w nawiasach liczba zdobytych głosów) | Posłowie wybrani z list poszczególnych komitetów wyborczych (w nawiasach liczba zdobytych głosów) | Posłowie wybrani z list poszczególnych komitetów wyborczych (w nawiasach liczba zdobytych głosów) |
| 27                              | | Platforma Obywatelska RP Tomasz Tomczykiewicz (41 035) Mirosława Nykiel (33 180) Tadeusz Kopeć (16 325) Adam Wykręt (10 180) | | Prawo i Sprawiedliwość Stanisław Szwed (42 604) Jacek Falfus (18 814) Kazimierz Matuszny (13 379) Stanisław Pięta (10 996)                                           |                                                                                                   | KKW Lewica i Demokraci SLD+SDPL+PD+UP Bożena Kotkowska (15 234)                                   |                                                                                                   |                                                                                                   |                                                                                                   |                                                                                                   |
| 28                              | Platforma Obywatelska RP Halina Rozpondek (42 951) Grzegorz Sztolcman (12 701) Izabela Leszczyna (11 617) | Prawo i Sprawiedliwość Szymon Giżyński (28 531) Jadwiga Wiśniewska (20 814) Lucjan Karasiewicz (10 938) | KKW Lewica i Demokraci SLD+SDPL+PD+UP Jacek Kasprzyk (4855)                                          | |                                                                                                   |                                                                                                   |                                                                                                   |                                                                                                   |                                                                                                   |                                                                                                   |
| 29                              | Platforma Obywatelska RP Andrzej Gałażewski (33 766) Krystyna Szumilas (27 100) Mirosław Sekuła (22 261) Tomasz Głogowski (20 744) Jacek Brzezinka (9127) Jan Kaźmierczak (7641)                                                             | Prawo i Sprawiedliwość Wojciech Szarama (7645) Aleksander Chłopek (5762) Tadeusz Wita (4603) | KKW Lewica i Demokraci SLD+SDPL+PD+UP Wacław Martyniuk (16 125)                                      | |                                                                                                   |                                                                                                   |                                                                                                   |                                                                                                   |                                                                                                   |                                                                                                   |
| 30                              | Platforma Obywatelska RP Henryk Siedlaczek (35 124) Krzysztof Gadowski (18 003) Marek Krząkała (15 469) Ryszard Zawadzki (11 113) | Prawo i Sprawiedliwość Bolesław Piecha (44 052) Izabela Kloc (14 077) Adam Gawęda (7757) Grzegorz Janik (7570) | KKW Lewica i Demokraci SLD+SDPL+PD+UP Tadeusz Motowidło (17 087)                                     | |                                                                                                   |                                                                                                   |                                                                                                   |                                                                                                   |                                                                                                   |                                                                                                   |
| 31                              | Platforma Obywatelska RP Kazimierz Kutz (113 280) Danuta Pietraszewska (22 790) Jerzy Ziętek (11 886) Marek Plura (10 528) Jan Rzymełka (8958) Marek Wójcik (8870) Elżbieta Pierzchała (8553)                                                | Prawo i Sprawiedliwość Jerzy Polaczek (56 018) Andrzej Sośnierz (27 758) Grzegorz Tobiszowski (13 984) Maria Nowak (9718) | KKW Lewica i Demokraci SLD+SDPL+PD+UP Andrzej Celiński (20 338)                                      | |                                                                                                   |                                                                                                   |                                                                                                   |                                                                                                   |                                                                                                   |                                                                                                   |
| 32                              | Platforma Obywatelska RP Piotr van der Coghen (28 657) Wojciech Saługa (22 275) Beata Małecka-Libera (20 877) Jarosław Pięta (8238) Anna Śliwińska (4158)                                                                                    | Prawo i Sprawiedliwość Ewa Malik (32 231) Waldemar Andzel (10 121) | KKW Lewica i Demokraci SLD+SDPL+PD+UP Witold Klepacz (24 589) Grzegorz Pisalski (7342)               | |                                                                                                   |                                                                                                   |                                                                                                   |                                                                                                   |                                                                                                   |                                                                                                   |
| Województwo świętokrzyskie      | | | | |                                                                                                   |                                                                                                   |                                                                                                   |                                                                                                   |                                                                                                   |                                                                                                   |
| Nr                              | Posłowie wybrani z list poszczególnych komitetów wyborczych (w nawiasach liczba zdobytych głosów) | Posłowie wybrani z list poszczególnych komitetów wyborczych (w nawiasach liczba zdobytych głosów) | Posłowie wybrani z list poszczególnych komitetów wyborczych (w nawiasach liczba zdobytych głosów)    | Posłowie wybrani z list poszczególnych komitetów wyborczych (w nawiasach liczba zdobytych głosów)                                                                    | Posłowie wybrani z list poszczególnych komitetów wyborczych (w nawiasach liczba zdobytych głosów) | Posłowie wybrani z list poszczególnych komitetów wyborczych (w nawiasach liczba zdobytych głosów) | Posłowie wybrani z list poszczególnych komitetów wyborczych (w nawiasach liczba zdobytych głosów) | Posłowie wybrani z list poszczególnych komitetów wyborczych (w nawiasach liczba zdobytych głosów) | Posłowie wybrani z list poszczególnych komitetów wyborczych (w nawiasach liczba zdobytych głosów) | Posłowie wybrani z list poszczególnych komitetów wyborczych (w nawiasach liczba zdobytych głosów) |
| 33                              | | Prawo i Sprawiedliwość Jarosław Rusiecki (4637) Krzysztof Lipiec (4525) Maria Zuba (3492) Andrzej Bętkowski (3112) Marek Kwitek (2653) Waldemar Wrona (2568) Halina Olendzka (2349) | | Platforma Obywatelska RP Konstanty Miodowicz (33 229) Krzysztof Grzegorek (18 874) Artur Gierada (10 355) Zbigniew Pacelt (8455) Marzena Okła-Drewnowicz (7151)      |                                                                                                   | Polskie Stronnictwo Ludowe Mirosław Pawlak (14 006) Andrzej Pałys (7654)                          |                                                                                                   | KKW Lewica i Demokraci SLD+SDPL+PD+UP Sławomir Kopyciński (8778) Henryk Milcarz (7960)            |                                                                                                   |                                                                                                   |
| Województwo warmińsko-mazurskie | | | | |                                                                                                   |                                                                                                   |                                                                                                   |                                                                                                   |                                                                                                   |                                                                                                   |
| Nr                              | Posłowie wybrani z list poszczególnych komitetów wyborczych (w nawiasach liczba zdobytych głosów) | Posłowie wybrani z list poszczególnych komitetów wyborczych (w nawiasach liczba zdobytych głosów) | Posłowie wybrani z list poszczególnych komitetów wyborczych (w nawiasach liczba zdobytych głosów)    | Posłowie wybrani z list poszczególnych komitetów wyborczych (w nawiasach liczba zdobytych głosów)                                                                    | Posłowie wybrani z list poszczególnych komitetów wyborczych (w nawiasach liczba zdobytych głosów) | Posłowie wybrani z list poszczególnych komitetów wyborczych (w nawiasach liczba zdobytych głosów) | Posłowie wybrani z list poszczególnych komitetów wyborczych (w nawiasach liczba zdobytych głosów) | Posłowie wybrani z list poszczególnych komitetów wyborczych (w nawiasach liczba zdobytych głosów) | Posłowie wybrani z list poszczególnych komitetów wyborczych (w nawiasach liczba zdobytych głosów) | Posłowie wybrani z list poszczególnych komitetów wyborczych (w nawiasach liczba zdobytych głosów) |
| 34                              | | Platforma Obywatelska RP Tadeusz Naguszewski (15 577) Adam Żyliński (11 835) Miron Sycz (9075) Piotr Cieśliński (4687) | | Prawo i Sprawiedliwość Leonard Krasulski (17 184) Zbigniew Babalski (6580)                                                                                           |                                                                                                   | KKW Lewica i Demokraci SLD+SDPL+PD+UP Witold Gintowt-Dziewałtowski (9875)                         |                                                                                                   | Polskie Stronnictwo Ludowe Stanisław Żelichowski (6437)                                           |                                                                                                   |                                                                                                   |
| 35                              | Platforma Obywatelska RP Sławomir Rybicki (30 218) Beata Bublewicz (19 470) Lidia Staroń (15 514) Andrzej Orzechowski (10 052) Janusz Cichoń (9521)                                                                                          | Prawo i Sprawiedliwość Jerzy Gosiewski (9244) Iwona Arent (7187) Wojciech Kossakowski (4043) | KKW Lewica i Demokraci SLD+SDPL+PD+UP Tadeusz Iwiński (18 408)                                       | Polskie Stronnictwo Ludowe Adam Krzyśków (6258) |                                                                                                   |                                                                                                   |                                                                                                   |                                                                                                   |                                                                                                   |                                                                                                   |
| Województwo wielkopolskie       | | | | |                                                                                                   |                                                                                                   |                                                                                                   |                                                                                                   |                                                                                                   |                                                                                                   |
| Nr                              | Posłowie wybrani z list poszczególnych komitetów wyborczych (w nawiasach liczba zdobytych głosów) | Posłowie wybrani z list poszczególnych komitetów wyborczych (w nawiasach liczba zdobytych głosów) | Posłowie wybrani z list poszczególnych komitetów wyborczych (w nawiasach liczba zdobytych głosów)    | Posłowie wybrani z list poszczególnych komitetów wyborczych (w nawiasach liczba zdobytych głosów)                                                                    | Posłowie wybrani z list poszczególnych komitetów wyborczych (w nawiasach liczba zdobytych głosów) | Posłowie wybrani z list poszczególnych komitetów wyborczych (w nawiasach liczba zdobytych głosów) | Posłowie wybrani z list poszczególnych komitetów wyborczych (w nawiasach liczba zdobytych głosów) | Posłowie wybrani z list poszczególnych komitetów wyborczych (w nawiasach liczba zdobytych głosów) | Posłowie wybrani z list poszczególnych komitetów wyborczych (w nawiasach liczba zdobytych głosów) | Posłowie wybrani z list poszczególnych komitetów wyborczych (w nawiasach liczba zdobytych głosów) |
| 36                              | | Platforma Obywatelska RP Rafał Grupiński (26 944) Wojciech Ziemniak (26 623) Maciej Orzechowski (14 940) Witold Sitarz (11 328) Łukasz Borowiak (9468) | | Prawo i Sprawiedliwość Jan Dziedziczak (24 809) Adam Rogacki (17 206) Andrzej Dera (13 190)                                                                          |                                                                                                   | KKW Lewica i Demokraci SLD+SDPL+PD+UP Leszek Aleksandrzak (16 508) Wiesław Szczepański (10 579)   |                                                                                                   | Polskie Stronnictwo Ludowe Józef Racki (4833) Piotr Walkowski (4745)                              |                                                                                                   |                                                                                                   |
| 37                              | Platforma Obywatelska RP Tomasz Nowak (28 279) Paweł Arndt (17 394) Irena Tomaszak-Zesiuk (9741) | Prawo i Sprawiedliwość Witold Czarnecki (18 137) Adam Hofman (15 824) Zbigniew Dolata (13 763) | KKW Lewica i Demokraci SLD+SDPL+PD+UP Tadeusz Tomaszewski (23 755) Elżbieta Streker-Dembińska (6070) | Polskie Stronnictwo Ludowe Eugeniusz Grzeszczak (13 189) |                                                                                                   |                                                                                                   |                                                                                                   |                                                                                                   |                                                                                                   |                                                                                                   |
| 38                              | Platforma Obywatelska RP Adam Szejnfeld (57 343) Jakub Rutnicki (18 590) Stanisław Chmielewski (8102) Piotr Waśko (6260) | Prawo i Sprawiedliwość Tomasz Górski (18 072) Maks Kraczkowski (11 756) | KKW Lewica i Demokraci SLD+SDPL+PD+UP Romuald Ajchler (13 725) Stanisław Stec (10 908)               | Polskie Stronnictwo Ludowe Stanisław Kalemba (13 295) |                                                                                                   |                                                                                                   |                                                                                                   |                                                                                                   |                                                                                                   |                                                                                                   |
| 39                              | Platforma Obywatelska RP Waldy Dzikowski (110 467) Arkady Fiedler (25 585) Michał Stuligrosz (24 513) Dariusz Lipiński (20 695) Agnieszka Kozłowska-Rajewicz (17 040) Bożena Szydłowska (12 309) Marek Zieliński (10 207)                    | Prawo i Sprawiedliwość Jacek Tomczak (14 323) Jan Filip Libicki (9097) | KKW Lewica i Demokraci SLD+SDPL+PD+UP Krystyna Łybacka (24 405)                                      | |                                                                                                   |                                                                                                   |                                                                                                   |                                                                                                   |                                                                                                   |                                                                                                   |
| Województwo zachodniopomorskie  | | | | |                                                                                                   |                                                                                                   |                                                                                                   |                                                                                                   |                                                                                                   |                                                                                                   |
| Nr                              | Posłowie wybrani z list poszczególnych komitetów wyborczych (w nawiasach liczba zdobytych głosów) | Posłowie wybrani z list poszczególnych komitetów wyborczych (w nawiasach liczba zdobytych głosów) | Posłowie wybrani z list poszczególnych komitetów wyborczych (w nawiasach liczba zdobytych głosów)    | Posłowie wybrani z list poszczególnych komitetów wyborczych (w nawiasach liczba zdobytych głosów)                                                                    | Posłowie wybrani z list poszczególnych komitetów wyborczych (w nawiasach liczba zdobytych głosów) | Posłowie wybrani z list poszczególnych komitetów wyborczych (w nawiasach liczba zdobytych głosów) | Posłowie wybrani z list poszczególnych komitetów wyborczych (w nawiasach liczba zdobytych głosów) | Posłowie wybrani z list poszczególnych komitetów wyborczych (w nawiasach liczba zdobytych głosów) | Posłowie wybrani z list poszczególnych komitetów wyborczych (w nawiasach liczba zdobytych głosów) | Posłowie wybrani z list poszczególnych komitetów wyborczych (w nawiasach liczba zdobytych głosów) |
| 40                              | | Platforma Obywatelska RP Stanisław Gawłowski (24 597) Danuta Olejniczak (11 631) Paweł Suski (7451) Jan Kuriata (7363) Wiesław Suchowiejko (5967) | | Prawo i Sprawiedliwość Czesław Hoc (18 309) Stefan Strzałkowski (4161)                                                                                               |                                                                                                   | KKW Lewica i Demokraci SLD+SDPL+PD+UP Stanisław Wziątek (12 566)                                  |                                                                                                   |                                                                                                   |                                                                                                   |                                                                                                   |
| 41                              | Platforma Obywatelska RP Michał Marcinkiewicz (22 073) Arkadiusz Litwiński (19 827) Magdalena Kochan (17 052) Renata Zaremba (10 931) Sławomir Preiss (10 153) Cezary Urban (8646) Konstanty Oświęcimski (7975) Cezary Atamańczuk (5845)     | Prawo i Sprawiedliwość Joachim Brudziński (33 237) Longin Komołowski (10 223) Mirosława Masłowska (8431) | KKW Lewica i Demokraci SLD+SDPL+PD+UP Grzegorz Napieralski (29 585) Bartosz Arłukowicz (21 543)      | |                                                                                                   |                                                                                                   |                                                                                                   |                                                                                                   |                                                                                                   |                                                                                                   |